# Popillia aenea
Popillia aenea är en skalbaggsart som beskrevs av Hermann Julius Kolbe 1894. Popillia aenea ingår i släktet Popillia och familjen Rutelidae. Inga underarter finns listade i Catalogue of Life.